# Bygling

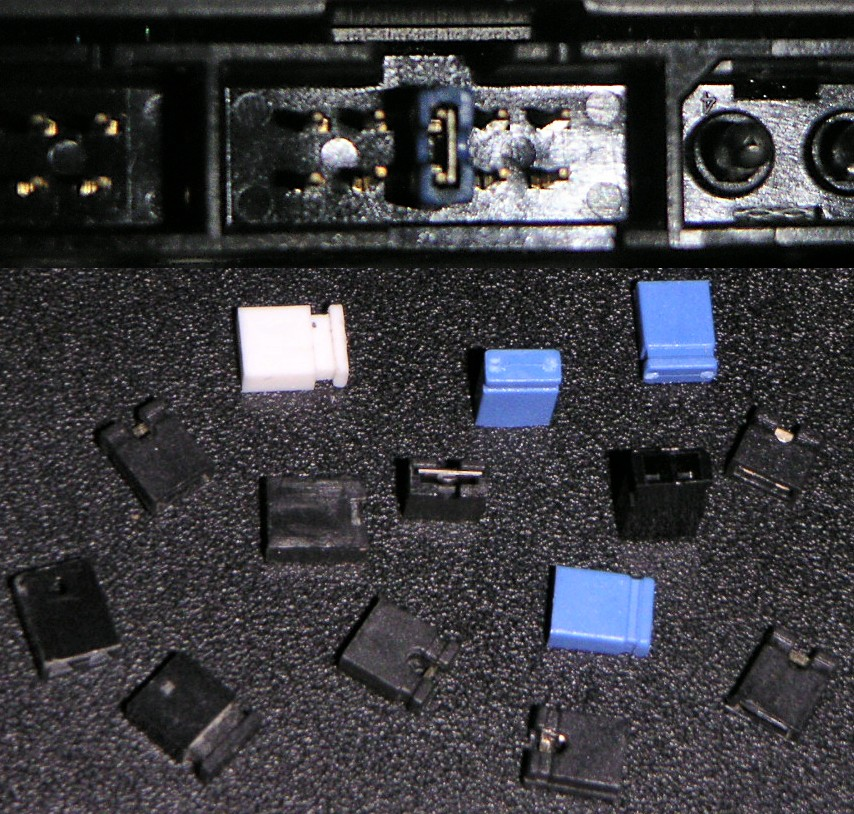
Överst: fem stiftpar på en IDE-hårddisk med en bygel som kortsluter ett av paren; underst: blandade byglar.

En bygling eller bygel är en ledare som förbikopplar eller bryter kontakten mellan två elektriskt ledande punkter, till exempel mellan två stift på ett kretskort. I datorsammanhang används byglar för inställningar av olika maskinvarurelaterade funktioner, till exempel vilken del av minnet och vilka resurser en viss komponent ska använda. I och med standarder som PCI-bussen, USB-gränssnittet och Serial ATA-standarden för hårddiskar har det blivit mer ovanligt att användaren behöver göra fysiska inställningar med byglingar när datorns olika komponenter ska kopplas samman.

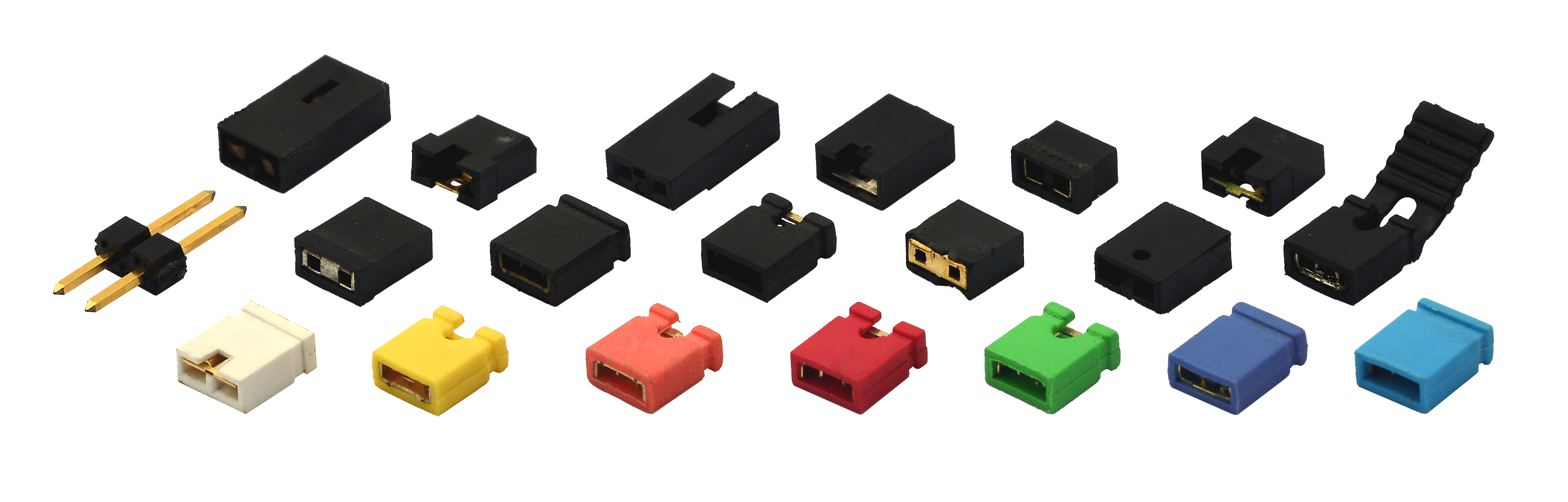
Olika typer och färger av byglar, med två individuella svarta bygelnålar till vänster för skala.

Ett byglingsalternativ är en hårdvarukonfigurationsinställning som vanligtvis bara känns av under uppstart eller start av en enhet (eller till och med ett enda chip).

## Konstruktion
Bygelstift (punkter som ska förbindas med bygeln) är ordnade i grupper som kallas bygelblock, där varje grupp har minst ett par kontaktpunkter. En ledande hylsa av lämplig storlek i sig, kallad en bygel, eller mer tekniskt, en shuntbygel, skjuts över stiften för att slutföra kretsen.
En bygel med två stift tillåter bara att välja mellan två booleska tillstånd, medan en bygel med tre stift tillåter att välja mellan tre tillstånd.
Byglarna måste vara elektriskt ledande. De är vanligtvis inneslutna i ett icke-ledande block av plast för bekvämlig användning. Detta undviker också risken att en oskärmad bygel av misstag kortsluter något kritiskt (särskilt om den tappas på en strömförande krets)
.
Bygelshuntar kan kategoriseras efter deras vidd (enhetligt avstånd mellan stiften mätt från mitten till mitten). Några vanliga dimensioner är:
2,54 mm (0,100 tum)
2,00 mm (0,079 tum)
1,27 mm (0,050 tum)

## Användning

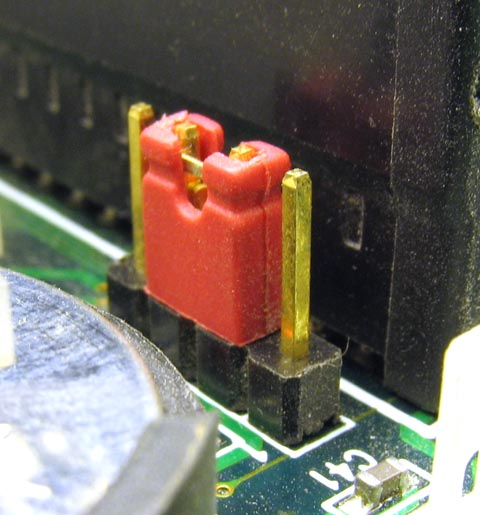
Röd bygel på ett stifthuvud.

När en bygel placeras över två eller flera bygelstift görs en elektrisk koppling mellan dem och utrustningen instrueras därmed att aktivera vissa inställningar därefter. Till exempel, med äldre PC-system, gjordes CPU-hastighets- och spänningsinställningar ofta genom att ställa in byglar.
Viss dokumentation kan hänvisa till att sätta byglarna på, av, stängda eller öppna. När en bygel är på eller täcker minst två stift är den en sluten bygel, när en bygel är avstängd täcker den bara ett stift, eller så har stiften ingen bygel är det en öppen bygel.
Bygellösa konstruktioner har fördelen att de vanligtvis är snabba och enkla att sätta upp, kräver ofta lite teknisk kunskap och kan justeras utan att ha fysisk tillgång till kretskortet. Med datorer är den vanligaste användningen av byglar att ställa in driftsläget för ATA-enheter (master, slav eller kabelval), även om denna användning minskade med ökningen av SATA-enheter och Plug and play-enheter. Byglar har använts sedan början av kretskortens tillkomst.

## Permanenta delar av en krets
Vissa tryckta ledningsenheter, särskilt de som använder enskiktskretskort, har korta längder av tråd lödd mellan par av punkter. Dessa ledningar kallas wire bridges eller byglar, men till skillnad från byglar som används för konfigurationsinställningar är de avsedda att permanent ansluta punkterna i fråga. De används för att lösa layoutproblem för de skrivna ledningarna, och tillhandahåller anslutningar som annars skulle kräva besvärlig (eller i vissa fall omöjlig) dirigering av de ledande spåren. I vissa fall används ett motstånd på 0 ohm istället för en tråd, eftersom dessa kan installeras av samma robotmonteringsmaskiner som installerar riktiga motstånd och andra komponenter. 
Byglar som ställer in konfigurationsalternativ som normalt inte är avsedda att vara användarkonfigurerbara kan också implementeras som lödbyglar, vanligtvis två (eller flera) pads placerade nära varandra eller till och med med sammanvävda former. Vanligtvis icke-ledande som standard kan de enkelt ändras till en sluten anslutning på grund av avsiktligt placerad lödbrygga ovanpå dem. Om det stängda tillståndet är standardtillståndet kan PCB-designern lägga över ett tunt spår, som skulle skäras (med en kniv) för att öppna bygeln.